# Liste der Baudenkmäler in Vorra
Auf dieser Seite sind die Baudenkmäler in der mittelfränkischen Gemeinde Vorra zusammengestellt. Diese Tabelle ist eine Teilliste der Liste der Baudenkmäler in Bayern. Grundlage ist die Bayerische Denkmalliste, die auf Basis des Bayerischen Denkmalschutzgesetzes vom 1. Oktober 1973 erstmals erstellt wurde und seither durch das Bayerische Landesamt für Denkmalpflege geführt wird. Die folgenden Angaben ersetzen nicht die rechtsverbindliche Auskunft der Denkmalschutzbehörde.
 Diese Liste gibt den Fortschreibungsstand vom 23. November 2019 wieder und enthält 34 Baudenkmäler.

## Baudenkmäler nach Gemeindeteilen

### Alfalter
| Lage                                  | Objekt                                       | Beschreibung | Akten-Nr.     | Bild           |
| ------------------------------------- | -------------------------------------------- | --- | ------------- | -------------- |
| Alfalter 1 (Standort)                 | Evangelisch-lutherische Kirche St. Katharina | Chorturm Mitte 15. Jahrhundert mit Pyramidendach von 1616, Langhausumbau 1701/02, Langhaus stuckiert 1761/62; mit Ausstattung Kirchhofmauer: Kalkstein      | D-5-74-161-9  | weitere Bilder |
| Alfalter 4 (Standort)                 | Ehemaliges Wohnstallhaus                     | Zweigeschossiger Massivbau mit Satteldach und Fachwerkgiebel, 1722, Umbau 1837                                                                              | D-5-74-161-11 | BW             |
| Alfalter 5 a; In Alfalter (Standort)  | Ehemaliges Wohnstallhaus                     | Zweigeschossiger massiver Steilsatteldachbau, verputzt, 1867 Backofen: mit steilem Satteldach, 19. Jahrhundert                                              | D-5-74-161-12 | BW             |
| Alfalter 12 (Standort)                | Gasthaus                                     | Stattlicher zweigeschossiger giebelständiger Steilsatteldachbau mit Biedermeierhaustür, 1844                                                                | D-5-74-161-10 | BW             |
| Alfalter 13 (Standort)                | Wohnstallhaus                                | Massiver Steilsatteldachbau, bezeichnet „1845“ Nebengebäude: massiver Steilsatteldachbau mit Fachwerkobergeschoss und -giebel, erste Hälfte 19. Jahrhundert | D-5-74-161-13 | BW             |
| Alfalter 17 (Standort)                | Ehemaliges Wohnstallhaus                     | Eingeschossiger Steilsatteldachbau, verputzt, bezeichnet „1817“                                                                                             | D-5-74-161-14 | BW             |
| Alfalter 22 (Standort)                | Ehemalige Mühle                              | Zweigeschossiger Massivbau mit Steilsatteldach und klassizistischer Haustür, bezeichnet „1836“                                                              | D-5-74-161-15 | BW             |
| Alfalter 23; Alfalter 23 b (Standort) | Ehemaliges Wohnstallhaus                     | Zweigeschossiger massiver Steilsatteldachbau, verputzt, bezeichnet „1846“ Austragshaus: zweigeschossiger Massivbau mit Satteldach, bezeichnet „1858“        | D-5-74-161-16 | BW             |

### Artelshofen
| Lage | Objekt                                                                       | Beschreibung | Akten-Nr.     | Bild                                                   |
| --- | ---------------------------------------------------------------------------- | --- | ------------- | ------------------------------------------------------ |
| Alter Berg 5; Bahnstrecke Nürnberg–Schirnding, bei Streckenkilometer 41,467 (Standort)                                  | Eisenbahnbrücke, Bestandteil der Fichtelgebirgsbahn                          | Eisenträgerbrücke über die Pegnitz mit 32,4 m Stützweite mit genietetem, hängendem Fachwerk und einseitigem Vollwandträger, Widerlager aus Granitmauerwerk, 1877, 1899, Umbau 1931 | D-5-74-161-37 | weitere Bilder                                         |
| Alter Berg 5; Bahnstrecke Nürnberg–Schirnding, bei Streckenkilometer 42,151 (Standort)                                  | Eisenbahnbrücke, Bestandteil der Fichtelgebirgsbahn                          | Eisenträgerbrücke über die Pegnitz mit genietetem, hängendem Fachwerk und einseitigem Vollwandträger, Widerlager aus Granitmauerwerk, 1877, 1899, Umbau 1930 | D-5-74-161-38 | weitere Bilder                                         |
| Am Rumpelbach 4 (Standort)                                                                                              | Ehemaliges Forsthaus                                                         | Zweigeschossiger Fachwerkbau mit Satteldach, seitlich dreigeschossiger, polygonaler Turmanbau mit steilem Walmdach, errichtet 1828, zum Sommerhaus umgebaut 1906 | D-5-74-161-30 | BW                                                     |
| Am Schloss 1; Am Schloss 3; Schulanger 2; Schulanger 4; Schulanger 6; Schulanger 8 (Standort)                           | Schloss                                                                      | Viergeschossiger turmartiger Hauptbau mit Halbwalmdach, Kalkstein verputzt, im Kern 14. Jahrhundert, Ausbau zweite Hälfte 16. Jahrhundert; mit Ausstattung Befestigung: Mauer mit zwei runden Ecktürmen, 16. Jahrhundert Park Verwalterhaus: zweigeschossiger Satteldachbau, im Kern wohl 18./19. Jahrhundert Scheune: stattlicher Fachwerkbau mit Satteldach, 16. bis 18. Jahrhundert Stallung: Satteldachbau, massiv und Fachwerk, wohl 18./19. Jahrhundert Nebengebäude: Steildachbau, 1728 (dendrochronologisch datiert), 1837 Umbau zur Brauerei | D-5-74-161-19 | weitere Bilder                                         |
| Am Schloss 12 (Standort)                                                                                                | Ehemaliges Tagelöhnerhaus, sogenanntes Schweizerhäusel                       | Eingeschossiger Massivbau mit Satteldach, um 1756 vom Schlossherrn erbaut | D-5-74-161-29 | Ehemaliges Tagelöhnerhaus, sogenanntes Schweizerhäusel |
| Am Schloss 14 (Standort)                                                                                                | Ehemaliges Wohnstallhaus                                                     | Eingeschossiger Steilsatteldachbau mit reichem Giebelfachwerk und Zwerchhaus, 17./18. Jahrhundert | D-5-74-161-21 | Ehemaliges Wohnstallhaus                               |
| Am Schmiedbach 4 (Standort)                                                                                             | Ehemaliges Wohnstallhaus                                                     | Eingeschossiger Massivbau mit Fachwerkgiebel und Steilsatteldach, 1822 | D-5-74-161-17 | BW                                                     |
| Dorfstraße 26 (Standort)                                                                                                | Ehemaliges Wohnstallhaus                                                     | Zweigeschossiger Steilsatteldachbau, Obergeschoss und Giebel Fachwerk, 1869 Ehemalige Scheune: Fachwerkbau mit Steilsatteldach, 1824 | D-5-74-161-18 | BW                                                     |
| Dr.-Max-Simon-Straße 9 (Standort)                                                                                       | Kleines Sommerhaus                                                           | Eingeschossiger Holzbau mit Spitztonnendach, auf Sockelgeschoss, 1925 Gartenhaus: eingeschossiger Holzbau mit Satteldach, gleichzeitig | D-5-74-161-31 | Kleines Sommerhaus                                     |
| Dr.-Max-Simon-Straße 11 (Standort)                                                                                      | Kleines Sommerhaus                                                           | Holzbau mit gekrümmtem Dach, 1925 als Sommerwohnung gebaut Mit Gartenhaus | D-5-74-161-32 | Kleines Sommerhaus                                     |
| Dr.-Max-Simon-Straße 13 (Standort)                                                                                      | Sommerhaus                                                                   | Zweigeschossiger verbretterter Satteldachbau mit Holzgalerien, 1925 | D-5-74-161-33 | Sommerhaus                                             |
| Hohe Marter, am Weg nach Hartenstein (Standort)                                                                         | Marterstein                                                                  | Bezeichnet „1709“ | D-5-74-161-23 | BW                                                     |
| Nähe Schulanger (Standort)                                                                                              | Evangelisch-lutherische Pfarrkirche St. Philippus und Jakobus, Schlosskirche | Saalbau mit Satteldach, nicht eingezogenem Polygonalchor und über der Fassade Dachreiter mit Kuppelhaube, 1708–10; mit Ausstattung | D-5-74-161-20 | BW                                                     |
| Schulanger 4 (Standort)                                                                                                 | Ehemaliges Schulhaus                                                         | Zweigeschossiger verputzter Traufseitbau mit Satteldach, 1882 | D-5-74-161-34 | BW                                                     |
| Von-Tetzel-Straße 1 (Standort)                                                                                          | Mühle                                                                        | Zweigeschossiger Massivbau mit Satteldach und reichem Fachwerkgiebel, wohl 17. Jahrhundert, zu L-förmiger Anlage erweitert wohl 19. Jahrhundert | D-5-74-161-28 | BW                                                     |
| Vogelherd; zwischen Artelshofen und Enzendorf; Bahnstrecke Nürnberg–Schirnding, bei Streckenkilometer 42,306 (Standort) | Tunnel Vogelherd der Fichtelgebirgsbahn                                      | Tunnelportale in Rustikaquadermauerwerk, 256 Meter Länge, nach Planung von 1872/74 erbaut. | D-5-74-129-35 | weitere Bilder                                         |

### Düsselbach
| Lage                    | Objekt    | Beschreibung                                                                                        | Akten-Nr.     | Bild |
| ----------------------- | --------- | --------------------------------------------------------------------------------------------------- | ------------- | ---- |
| Düsselbach 7 (Standort) | Kleinhaus | Eingeschossiger Satteldachbau mit verputztem Fachwerkgiebel und rückseitigem Anbau, 19. Jahrhundert | D-5-74-161-24 | BW   |

### Vorra
| Lage                                                                                             | Objekt                                              | Beschreibung | Akten-Nr.     | Bild           |
| ------------------------------------------------------------------------------------------------ | --------------------------------------------------- | --- | ------------- | -------------- |
| Am Schlosspark 2 (Standort)                                                                      | Kleinhaus                                           | Eingeschossiger Satteldachbau mit Fachwerkgiebel, verputzt, 18./19. Jahrhundert | D-5-74-161-1  | BW             |
| Bahnhofstraße; Pegnitz; Bahnstrecke Nürnberg–Schirnding, bei Streckenkilometer 38,321 (Standort) | Eisenbahnbrücke, Bestandteil der Fichtelgebirgsbahn | Eisenträgerbrücke über die Pegnitz mit genietetem, hängendem Fachwerk und einseitigem Vollwandträger, Widerlager und Auflager aus Granitmauerwerk, 1877, 1899, Umbau 1931 | D-5-74-161-36 | weitere Bilder |
| Hauptstraße 18; zwischen Hauptstraße 18 und 22 (Standort)                                        | Brücke über den Mühlbach                            | Bogenbrücke aus Steinquadern, wohl 17. Jahrhundert, Ausbau wohl frühes 19. Jahrhundert | D-5-74-161-27 | BW             |
| Hauptstraße 21 (Standort)                                                                        | Ehemaliges Gasthaus                                 | Zweigeschossiger Satteldachbau mit reichem Fachwerkobergeschoss und -giebel, 17. Jahrhundert | D-5-74-161-5  | BW             |
| Hauptstraße 27 (Standort)                                                                        | Ehemaliges Wohnstallhaus                            | Zweigeschossiger Satteldachbau mit reichem Fachwerkobergeschoss und -giebel, um 1780 | D-5-74-161-3  | BW             |
| Hauptstraße 28 (Standort)                                                                        | Wohnstallhaus                                       | Massiver zweigeschossiger Satteldachbau mit Fachwerkgiebel, verputzt, 18./19. Jahrhundert | D-5-74-161-4  | BW             |
| Hirschbacher Straße 2; Am Schlosspark 2 (Standort)                                               | Schlossanlage                                       | Altes Schloss: zweigeschossiger Halbwalmdachbau, im Kern 1602, Wiederaufbau 1780; mit Ausstattung Neues Schloss: zweigeschossiger Gruppenbau mit Satteldach und Walmdach, Volutengiebel sowie Lisenen- und Gesimsgliederung, östlich rechteckiger Treppenhausturm mit Ecklisenen und Turmterrasse, Neurenaissance, 1889–1891 Schlosspark: ausgedehnte Parkanlage entlang der Pegnitz, angelegt im 18. Jahrhundert, neu gestaltet im späten 19. Jahrhundert Schlossmauer: Bruchsteinmauer mit Toreinfahrt, bossierte Rechteckpfeiler mit profilierten Deckplatten und Kugelbekrönung sowie Ornamentgittertor, wohl 17./18. Jahrhundert und spätes 19. Jahrhundert | D-5-74-161-6  | weitere Bilder |
| Hirschbacher Straße 3 a; Hirschbacher Straße 3 (Standort)                                        | Evangelisch-lutherische Pfarrkirche St. Maria       | Mittelalterliche Chorturmanlage, Langhaus mit Satteldach, rechteckiger Chorturm mit spitzem Pyramidendach, Turmuntergeschoss 12./13. Jahrhundert, Turmobergeschosse 1441/42, Langhaus dendrochronologisch datiert 1451/52 und 1737; mit Ausstattung Kirchhofummauerung: zum Teil getreppte, teils verputzte Mauerzüge, wohl 15. Jahrhundert | D-5-74-161-8  | weitere Bilder |
| Hirschbacher Straße 10 (Standort)                                                                | Hofanlage                                           | Wohnstallhaus: eingeschossiger Massivbau mit Steilsatteldach und Fachwerkgiebeln, verputzt, erstes Viertel 19. Jahrhundert Nebengebäude: Satteldachbau mit Fachwerkobergeschoss und -giebel, erste Hälfte 19. Jahrhundert | D-5-74-161-26 | BW             |